# Pavao Petar Gojdič
Pavao Petar Gojdič (Lubóc, 17. srpnja 1888. – Leopoldov, 17. srpnja 1960.), eparh (biskup) Slovačke grkokatoličke Crkve i blaženik.

## Životopis
Na krštenju je dobio ime Petar. 20. srpnja 1922. godine, pridružio se redu bazlijanaca sv. Jozafata, gdje je uzeo ime Pavao. 14. rujna 1926. godine preuzeo je dužnost apostolskog administratora eparhije u Prešovu i 25. ožujka 1927. godine, u bazilici sv. Klementa u Rimu, imenovan je naslovnim biskupom. 13. travnja 1939. postao je apostolskim upraviteljem Mukacheva. Nakon Drugog svjetskog rata, počeo je otvoreni komunistički progon protiv Slovačke grkokatoličke Crkve. Tada je biskup Gojdič uhićen te je bio osuđen na montiranom sudskom procesu, najprije na doživotan zatvor, a kasnije na 25 godina.
Umro je od raka terminala u zatvorskoj bolnici u Leopoldovskom zatvoru 1960. godine, na njegov 72. rođendan. Pokopan je na anonimnom grobu. Od 1990. godine njegovi ostaci se nalaze u sarkofagu u jednoj od kapela grkokatoličke katedrale sv. Ivana Krstitelja u Prešovu. Iste godine, državne vlasti su rehabilitirale biskupa Gojdiča. Pavao Petar Gojdič je proglašen blaženim 4. studenog 2001. godine na Trgu svetoga Petra. Petra u Rimu. Njegov liturgijski spomen slavi se na obljetnicu njegove smrti. 27. siječnja 2008. bl. Pavao Petar Gojdič je proglašen Pravednikom među narodima.